# Axel Ahumada
Axel Fernando Ahumada Flores (Quillota, Chile, 4 de mayo de 1977) es un exfutbolista chileno. Jugaba de delantero y militó en diversos clubes de Chile y Venezuela.

## Trayectoria
Oriundo de Quillota, se unió a las divisiones inferiores de San Luis de su ciudad natal. Tras destacadas actuaciones, atrajo la atención de ojeadores de Colo-Colo, fichando para las divisiones inferiores del equipo albo.
En 1997, cuando tenía todo listo para ser cedido a Universidad de Concepción, sin embargo todavía aparecía en los registros de ANFA como jugador de San Luis, por lo que regresó al club quillotano en Tercera División, donde estuvo por dos temporadas. En el verano de 1999 llega a prueba a Coquimbo Unido, siendo aceptado en el plantel por Fernando Cavalleri. Tras ver minutos en 1999 y 2000,el segundo semestre del último año fue cedido a Deportes La Serena de la Primera B.
De regreso en Coquimbo, el año 2001 fue el de su consolidación, marcando 14 goles en 30 partidos,entre ellos dos goles ante Universidad de Chile.Luego de una decepcionante temporada 2002 en el equipo pirata, en 2003 tiene un corto paso por el CSA brasileño, para luego pasar a Everton de la Primera B, logrando el ascenso a la Primera División. El Apertura 2004 defendió los colores de Cobresal,mientras que el segundo semestre del año jugó para Deportes Arica en la Primera B.
En 2005 defendió los colores de Rangers,para el año siguiente retirarse defendiendo la camiseta de Deportivo Italmaracaibo de la Primera División venezolana.

## Selección nacional
Fue convocado a la Selección chilena el año 2001 durante las Eliminatorias Corea y Japón 2002. Primero fue convocado por Pedro García Barros tras la lesión de Marcelo Corrales, para enfrentar a la selección de Bolivia,logrando su primera internacionalidad tras ingresar desde la banca en reemplazo de Esteban Valencia a los '82, en el empate a dos goles.La segunda convocatoria fue por Jorge Garcés, quien debió reemplazar a 4 expulsados del partido ante Colombia para enfrentar a su símil de Ecuador.Ingresó a los '46 en reemplazo de Luis Medina en el partido que terminó con empate sin goles.

### Participaciones en Clasificatorias a Copas del Mundo
| Eliminatorias                    | Resultado | Posición | Partidos Jugados |
| -------------------------------- | --------- | -------- | ---------------- |
| Eliminatorias Corea y Japón 2002 | Eliminado | 10º      | 2                |

### Partidos internacionales
| 1     | 14 de agosto de 2001    | Estadio Nacional, Santiago, Chile | Chile | 2-2 | Bolivia |  |  | Pedro García | Clasificatorias Corea-Japón 2002 |
| 2     | 14 de noviembre de 2001 | Estadio Nacional, Santiago, Chile | Chile | 0-0 | Ecuador |  |  | Jorge Garcés | Clasificatorias Corea-Japón 2002 |
| Total | Presencias              | 2                                 | Goles | 0   |         |  |  |              |                                  |

| Selección chilena | Selección chilena | Selección chilena |
| Año               | Partidos          | Goles             |
| ----------------- | ----------------- | ----------------- |
| 2001              | 2                 | 0                 |
| Total             | 2                 | 0                 |

## Clubes
| Club                          | País      | Año       |
| ----------------------------- | --------- | --------- |
| San Luis                      | Chile     | 1996-1997 |
| Coquimbo Unido                | Chile     | 1998-2002 |
| → Deportes La Serena (cedido) | Chile     | 2000      |
| CSA                           | Brasil    | 2003      |
| Everton                       | Chile     | 2003      |
| Cobresal                      | Chile     | 2004      |
| Deportes Arica                | Chile     | 2004      |
| Rangers                       | Chile     | 2005      |
| Deportivo Italmaracaibo       | Venezuela | 2006      |

## Controversias
En 2004, tras dejar a mitad de torneo a Deportes Arica, dejó cuentas sin pagar en un restaurante local, no pagó un préstamo a un compañero de equipo, y se fue sin pagar el arriendo del departamento en el cual habitaba en la ciudad.
Al año siguiente, Ahumada fue despedido de Rangers tras ser acusado de violencia intrafamiliar, al golpear a su esposa y su hijo.